# Ted Stepien
Ted Stepien, né le 9 juin 1925 à Pittsburgh et mort le 10 septembre 2007 à Cleveland, est l'ancien propriétaire de la franchise des Cavaliers de Cleveland en National Basketball Association (NBA). Sa gestion entre 1980 et 1983 est à l'époque très décriée et lui vaut la réputation de plus mauvais dirigeant d'une équipe sportive nord-américaine.
Entre 1980 et 1983, les Cavaliers obtiennent 66 victoires pour 180 défaites, emploient six entraîneurs différents (dont Chuck Daly), et engrangent des pertes de quinze millions de dollars. Stepien vend la franchise des Cavaliers en 1983 pour 20 millions de dollars à la George and Gordon Gund qui la revendra à Dan Gilbert en 2005 pour 375 millions de dollars.
En 1982, une règle surnommée la « règle Stepien » (Stepien rule) est votée en NBA pour éviter qu'une équipe n'échange ses premiers choix de draft deux années consécutives ou au-delà de sept années. L'un des choix échangé fut le premier choix de la Draft 1982 de la NBA (James Worthy). Les propriétaires suivants se sont vu aidés dans leur reconstruction par des choix compensatoires entre 1983 et 1986.
Toutefois, en 2013, le propriétaire des Nets Billy King conclut un échange avec les Celtics de Boston par lequel la franchise du Massachusetts récupère les premiers choix de draft 2016 et 2018 des Nets, mais aussi in fine celui de 2017 puisque les deux franchises avaient conclu une option d'échange si le choix des Nets était plus haut que celui de Boston, ce qui amena la NBA à réfléchir une règlementation plus stricte des échanges de choix de draft.